# 千葉涼平
千葉涼平[ちば りょうへい I Chiba Ryōhei（1984年11月18日—）]，生於日本北海道札幌，日本男子跳舞實力組合w-inds.的成員，其餘兩位分別為橘慶太及緒方龍一，由經理人公司VISION FACTORY管理。唱片公司為PONY CANYON。涼平在團中主要負責舞蹈、和音及RAP，也是公認的隊長。
關於涼平在w-inds.內的活動情況，詳情請見w-inds.

## 人物
- 2004年、w-inds.全國巡迴演唱會ー「w-inds. "PRIME OF LIFE" TOUR 2004」中、自己作詞並演唱solo歌曲《Stand your ground》。作曲者為飛佐晴己。
- 涼平最喜歡安達充的漫畫，個人部落格也有引用安達充的名字。並曾經於安達充漫畫發行突破2億冊時在少年SUNDAY刊載了涼平的祝賀詞。且於わお～ん節目中得到安達充的親筆簽名。
- 就算工作很忙碌，每天也一定要睡滿7個小時。
- 「隊長」、「團長」、「Leader」等均為歌迷對涼平的暱稱，w-inds.成員中涼平的隊長身份也是被承認的，他們本人則表示涼平成為會隊長不是因為涼平比慶太及龍一兩人年長一年，而是他們內部投票決定的。他們當時的決定條件是「誰最帥」（誰長得最好看），結果是龍一投了涼平、慶太投了自己和涼平投了自己，最後涼平以2：1的比數勝出成為w-inds.的隊長。
- 在出道前，因為在同一間學校學習街舞，涼平和龍一已經在北海道互相認識。涼平學習舞蹈的契機是參加地區廣告選拔，雖然落選但獲得HJAS舞蹈學校的一年免費學習優惠，姊姊推薦涼平學HIP-HOP舞蹈課程，最後還間接令他成名，並且把舞蹈發展成終生興趣。涼平曾經說過比起歌唱，對舞蹈方面更有興趣。涼平雖然不及其他兩位成員慶太及龍一健壯，但在舞蹈技巧、地板動作方面絕對勝過他們。
- 雖然在演唱會上彈奏過貝斯，在2008年歌迷演唱會中也演奏過鋼琴，但實際上不會彈奏樂器。
- 喜歡The Black Eyed Peas，還親眼見過女主唱Fergie。2007年在台灣的演唱會一結束，隔天一早即和龍一一同坐早上十點的飛機飛回日本。獨自去看Fergie的演唱會，留慶太一人在台灣依照原訂的計畫返日。
- 涼平很喜歡甜食，曾經在工作途中和龍一一起購買冰淇淋，也曾和慶太一起出遊購買焦糖瑪奇朵，但近期涼平因為了健康著想，便開始克制自己使用甜品。
- 涼平和慶太皆是足球迷，最喜歡義大利職業足球員亞歷山德羅·德爾·皮耶羅。
- 原本不敢吃番茄和茄子，但為了健康著想終於開始吃，至於南瓜、地瓜等物還是無法克服，甚至南瓜擺在他眼前也會令涼平厭惡。
- 涼平於2006年6月終於在關島拍攝w-inds.寫真集VACANZA期間學會游泳，擺脫旱鴨子生涯。
- 尊敬的歌手是DA PUMP和Aiko。
- 出道前曾與母親一起參加過島田紳助所主持的節目『わが子はイケメン、親ばかさんいらっしゃい』，並獲得在場50位高中女生的支持，成為最年輕的帥哥合格者（當時14歲）。
- 和龍一的感情很好，曾在約定的碎片的拍攝花絮中答應龍一的邀約要去約會；且面對龍一的惡作劇，他都會先報以瞪視之後再露出笑容。對龍一有諸多照顧。
- 熱衷玩MONSTER HUNTER，在演唱會、日記、節目上也多次提到，曾有過高達380小時的遊戲紀錄但因意外摔掉psp而時數歸零。

## 外部連結
官方公式網站
1. w-inds.tv（页面存档备份，存于）
2. FLIGHT MASTER#PONYCANYON（页面存档备份，存于）
3. VISION FACTORY（页面存档备份，存于）
4. 千葉涼平のアメブロ
5. 公式Twitter（页面存档备份，存于）
6. VISION FACTORY台灣官方網站

- 千葉涼平的X（前Twitter）
- 千葉涼平的Facebook專頁